# Björn Höcke
Björn Höcke (Lünen, 1º de abril de 1972) é um político de extrema-direita alemão filiado ao partido de extrema-direita Alternativa para a Alemanha. Ele é considerado pela maioria das esferas políticas alemãs, como um político com tendências neonazistas. 
Höcke é líder da AfD na Bundesland Turíngia,um dos territórios federais da Alemanha,o estado tem tido recordes de voto junto da Saxônia e territórios da antiga Alemanha Oriental ganhos pelo AfD,a que é monitorada pelo Gabinete Federal para a Proteção da Constituição, por ser acusado de diversos nomes, como partido que apoia,coopera ou promove neonazismo em si, junto de outras acusações, vindas principalmente por inimigos políticos, ministérios e protestos, além da qualificação de ser uma ameaça a democracia alemã.

## Início da vida e educação
Björn Höcke nasceu em Lünen, Renânia do Norte-Vestfália, na Alemanha Ocidental. Seus avós paternos são naturais da Prússia Oriental, seu pai foi professor estadual de uma escola para cegos e deficientes visuais em Neuwied enquanto sua mãe era enfermeira e cuidadora de idosos.
Ele cresceu em Anhausen, onde frequentou a Escola Primária Braunsburg. Concluiu o ensino médio em 1991 no Rhein-Wied-Gymnasium Neuwied. Após o serviço militar, ele estudou dois semestres de Direito na Universidade de Bona a partir de 1992 e, de 1993 a 1998, estudou Ciências do Esporte e História para o ensino secundário na Universidade Justus Liebig de Gießen e na Universidade Philipps de Marburgi.
Cresceu em uma família que ele descreve como "muito envolvida com política". Seus avós, particularmente sua avó, influenciaram sua formação ao compartilhar histórias sobre a Prússia Oriental, o que contribuiu para o seu sentimento de identidade regional. Seu pai é descrito como um nacional-conservador e anticomunista que previu que a queda do Muro de Berlim levaria à destruição da comunidade de confiança no leste pela influência multicultural do ocidente. Seu pai também assinava a revista antissemita Die Bauernschaft, de um negacionista do Holocausto.

## Carreira docente
Após seu estágio de docência no Goethe-Gymnasium em Bensheim, ele atuou de 2001 a 2005 como professor na Martin-Buber-Schule em Groß-Gerau, onde lecionou as disciplinas de Educação Física e História. De 2003 a 2005, fez um curso de gestão escolar, obtendo o título de Master of Arts. Até setembro de 2014, lecionou na Rhenanus-Schule em Bad Sooden-Allendorf, onde, por fim, atuou como professor sênior.
Segundo um ex-aluno, Höcke, como professor, elogiava repetidamente a obra A Psicologia das Massas, de Gustave Le Bon, falava com frequência sobre carisma, contava sobre um encontro de seu avô com Adolf Hitler e descrevia os "olhos incrivelmente azuis" de Hitler como um elemento central do culto ao Führer. Höcke tratava o período nazista de forma muito mais breve em comparação com outros temas históricos, demonstrava entusiasmo pela mitologia nórdica e usava regularmente um "Mjölnir" como pingente no pescoço. Ainda antes de sua filiação à AfD em 2013, os alunos do último ano o apelidavam de "Ministro da Família da AfD" devido às suas opiniões.

## Carreira política
Björn Höcke é uma figura central no partido Alternativa para a Alemanha (AfD) na Turíngia. Membro da Junge Union por um curto período, ele foi um dos fundadores da AfD na Turíngia e, desde 2014, atua como deputado no parlamento estadual. Höcke é o porta-voz da bancada da AfD e lidera a associação regional do partido. Identificado com a ala nacional-conservadora da AfD, conhecida como "Der Flügel" (A Asa), ele tem grande influência, com cerca de 40% dos membros do partido alinhados a essa facção.
Höcke é conhecido por suas posições polêmicas e controvérsias. Em 2019, ele ameaçou um jornalista da ZDF com "consequências massivas" após uma entrevista que incluiu perguntas difíceis e comparações entre suas declarações e passagens do livro "Mein Kampf" de Adolf Hitler. Sob sua liderança, a AfD mais que dobrou sua participação nos votos nas eleições estaduais de 2019 na Turíngia, ultrapassando a União Democrata Cristã (CDU) e alcançando o segundo lugar.
Sua carreira tem sido marcada por acusações de extremismo e racismo. Em 2021, Jörg Meuthen, então co-líder da AfD e representante de uma ala mais moderada, tentou expulsá-lo do partido, mas falhou, o que resultou na saída de Meuthen em 2022. No mesmo ano, a imunidade parlamentar de Höcke foi suspensa após ele encerrar um discurso com a frase "Alles für Deutschland" ("Tudo pela Alemanha"), usada pela Sturmabteilung (SA) nazista, cuja utilização é proibida por lei. Em junho de 2023, ele foi formalmente acusado por isso.
Höcke teve contatos com figuras da "Nova Direita" alemã e participou de manifestações com neonazistas. Em 2010, ele esteve presente em uma comemoração do bombardeio de Dresden, ao lado de extremistas.

### 2024-presente: eleição estadual de Turíngia

#### Disputa sobre as listas eleitorais da AfD nas eleições estaduais e municipais de 2024
Antes das eleições estaduais na Turíngia, houve críticas internas no partido devido à ausência de candidatos da AfD em dois distritos eleitorais, resultado de uma intervenção do diretório estadual. Os candidatos para os distritos eleitorais 6 (Wartburgkreis II) e 7 (Wartburgkreis III) foram democraticamente eleitos e suas candidaturas foram apresentadas de maneira adequada, conforme confirmado judicialmente. No entanto, o diretório estadual da AfD recusou-se a assinar a nomeação, impedindo que os candidatos da AfD participassem das eleições nesses distritos. De acordo com o deputado federal Klaus Stöber, o presidente estadual Björn Höcke não aprovava os candidatos escolhidos. As associações distritais não realizaram novas eleições, conforme solicitado pela diretoria estadual, e nem os tribunais conseguiram ordenar uma nova eleição. Stöber chamou Höcke de egocêntrico e pediu à diretoria nacional da AfD a destituição de Höcke. Contra os candidatos originalmente eleitos e o deputado Stöber, foram iniciados procedimentos de exclusão do partido, a pedido da diretoria estadual.
Anteriormente, durante a preparação para as eleições municipais de 2024, houve uma escalada na interferência do partido estadual nos diretórios distritais. Para as eleições municipais do distrito de Saalfeld-Rudolstadt, previstas para 26 de maio de 2024, Höcke não concordou com a seleção de candidatos da AfD, pois seus candidatos preferidos foram colocados em posições inferiores na lista ou não foram eleitos. Contrariando a vontade de Höcke, Karlheinz Frosch ficou em primeiro lugar na lista de candidatos da AfD para o distrito de Saalfeld-Rudolstadt. Como resultado, após uma disputa legal fracassada no Tribunal Regional de Gera, Höcke apoiou, durante a campanha, uma lista alternativa chamada "Alternativa para o Distrito de Saalfeld-Rudolstadt" (AfL), chegando a posar para os cartazes eleitorais dessa lista. Ao mesmo tempo, ele, juntamente com a diretoria estadual da AfD na Turíngia, iniciou processos de exclusão contra nove membros do partido — sete deles candidatos oficialmente nomeados pela AfD — alegando que esses membros organizaram uma "conspiração contra a decisão democrática da base" e, assim, violaram gravemente as normas do partido, causando danos significativos à sua reputação.
Posteriormente, vários políticos municipais da AfD, incluindo o candidato a prefeito de Rudolstadt, Jörg Gasda, pediram a exclusão de Höcke do partido. Além disso, surgiram dúvidas sobre a conformidade da "criação de listas alternativas" com as normas estabelecidas pelo § 14 da Lei Eleitoral Municipal da Turíngia. Nas eleições, a CDU emergiu como a força mais forte no distrito, enquanto a lista oficial da AfD, liderada por Frosch, obteve 18,5% dos votos e nove cadeiras no conselho distrital. A lista apoiada por Höcke conquistou 13,7% dos votos e seis cadeiras.

## Vida pessoal
Höcke é casado e tem quatro filhos.